# Hoptrup (plaats)
Hoptrup is een plaats in de Deense regio Zuid-Denemarken, gemeente Haderslev. De plaats telt 654 inwoners (2008).